# Valtro PM-5泵動式霰彈槍
Valtro PM-5是一款由意大利槍械製造商Valtro公司所設計及生產的泵动式散彈槍，它被各地的軍隊和執法機關，包括法國海軍所採用，發射12鉛徑霰彈。

## 設計細節
Valtro PM-5不尋常的地方是它使用與步枪相似的可拆卸式彈匣供彈，雖然在槍管底部亦設有可前後滑動的黑色塑料護木（也可拆卸並改為前握把以提高滑動穩定性和武器的平衡）和類似管式彈倉的管子（可作為前後滑動的護木／前握把的導桿以及槍管的支撐）。原廠已經生產7發和10發彈匣，但7發彈匣比較常見。彈匣供彈式霰彈槍的缺點是彈匣體積太大，裝上彈匣以後的全高會比管式彈倉供彈式霰彈槍為高，但在大多數情況下，不是一個大問題。
Valtro PM-5具有手握式固定槍型、連獨立手槍握把固定槍托型、連獨立手槍握把金屬折疊槍托型或只有手槍握把的無槍托型。金屬折疊槍托在往上折疊狀態時可以作為搬運用提把使用；而無槍托型則可以提高攜帶便利性以及輕易隱藏起來，而彈匣供彈讓全槍縮小以後亦不會減少容彈量，但只能在短距離範圍使用（例如保護要人的任務）。
據說他們事實上是由伯奈利生產。該槍已經被禁止進口了好幾年，但在歐洲眾多的安全部隊仍在使用。
由於他們以簡單、輕量和可靠性而聞名，在美國市場上出售的該泵动式12鉛徑霰彈槍的價格已經高達$1,200.00。

## 使用國
- 阿根廷
  - 特警單位
- 法國
  - 法國武裝部隊
- 摩洛哥
  - 摩洛哥皇家憲兵
- 委內瑞拉
  - 委內瑞拉海軍陸戰隊
  - 委內瑞拉武裝部隊

## 資料來源
1. ↑  .   [2013-05-02]. （原始内容存档于2013-01-07）.

## 外部連結
- （英文）—Valtro's Shotguns （页面存档备份，存于）
- （英文）—Modern Firearms—Valtro PM-5
- （英文）—weaponsystems.net—Valtro PM-5 （页面存档备份，存于）
- （俄文）—Энциклопедия Вооружений－Valtro PM5 (Вальтро ПМ5)